# Edward George Henderson
Edward George Henderson ( 1782 - 1876 ) fue un botánico inglés, especialista en horticultura, taxónomo y curador. Identificó y clasificó taxonómicamente las descripciones de diecinueve especies, subespecies y variedades de vegetales, y ocho con su hijo, también botánico Andrew Henderson (1823-1906); quienes a su vez tuvieron una empresa en común: un Vivero en Wellington Road 1B, St John's Wood, Londres

## Algunas publicaciones
- The illustrated bouquet: consisting of figures with descriptions of new flowers. Volumen 3. Ed. E.G. Henderson & Son

- 1863. E.G. Henderson and Sons seed list: a Catalogue of choice and selected flower seeds ...

- La abreviatura «Hend.» se emplea para indicar a Edward George Henderson como autoridad en la descripción y clasificación científica de los vegetales.[2]